# Eerie Publications

Eerie Publications fondée en 1966 et disparue en 1981 était une maison d'édition américaine spécialisées dans les magazines d'horreur.

## Histoire
Eerie Publications est fondée en 1966 par Myron Fass et Stanley Harris. Elle publie des magazines d'horreur en noir et blanc. Derrière une couverture macabre aux couleurs criantes, les magazines proposaient surtout des rééditions d'histoire d'horreur publiées avant l'instauration du Comics Code Authority avec quelques histoires originales.
Parmi les artistes ayant travaillé pour Eerie Publications se trouvent Myron Fass, Dick Ayers, Chic Stone et Carl Burgos.

## Titres publiés
Source : Grand comic database
- Horror Tales (27 numéros, juin 1969 – Fevrier 1979)
- Strange Galaxy (4 numéros, février 1971 – août 1971)
- Tales from the Crypt (1 issue, juillet 1968)
- Tales from the Tomb  (33 numéros, juillet 1969 – février 1975)
- Tales of Voodoo  (36 numéros, novembre 1968 – novembre 1974)
- Terror Tales (46 numéros, mars 1969 – janvier 1979)
- Terrors of Dracula (9 numéros, mai 1979 – Septembre 1981)
- Weird (69 numéros, janvier 1966 – novembre 1981)
- Weird Worlds (5 numéros, décembre 1970 – août 1971)
- Witches' Tales (34 numéros, juillet 1969 – février 1975)